# جبل عردان (عردة)
عردان ، أو عردة كما تسمى قديما ، وهو جبل ذكر بالشعر الجاهلي القديم ، ويقع في منطقة عالية نجد .

## وصفه
وصفه أبو عبيد الله البكري ( المتوفى: 487 هـ ) في كتابة الشهير معجم ما استعجم من أسماء البلاد والمواضع
حيث قال عردة بفتح أوله، وإسكان ثانيه، بعده دال مهملة وهاء التأنيث: موضع - في عالية نجد -
قال أوس بن حجر :
وقال حميد بن ثور:
هكذا وصفه البكري .
- اما وصف وقال ياقوت الحموي فيقول : عردة بفتح أوله وسكون ثانيه - هضبة بالمطلى في أصلها ماء لكعب بن عبد بن أبي بكر بن كليب بن ربيعة من عامر بن صعصعة وأورد شاهداً من شعر طهمان بن عمرو الكلابي حيث قال :

- ام وصف ابن بليهد فيقول : عردة باقية بهذا الاسم إلا أنها أبدلت هاؤه نوناً ، فيعرف هذا الموضع اليوم عند عامة أهل نجد بعردان، وهو أبرق بين ظلم وأجلة، وبه حجارة ورمال، وهو الذي ذكره طهمان في شعره والسفاء الذي قرنه طهمان بعردة هو ( سفوات ) المعروفة اليوم بهذا الاسم، وسفوات وعردان معروفات عند عامة أهل نجد بهذين الاسمين وهما في شمالي المطلي .
- اما وصف سعد بن جنيدل فيقول أبرق كبير، يقع شمالاً بميل إلى الشمال الشرقي قليلا من سفوة الشمالية، لا كما وصفه ابن جنيدل من كونه .
- واما عبد الله بن محمد بن خميس فقال : وهو جبل تحف به أبارق وجرع وحوله عبال .

## في الشعر العربي
قال عبيد بن الأبرص :
- قال ابن الابرص كذالك في معلته :

- قال ابن مرخية :